# Franco Alvarado Perdomo
Franco Alvarado Perdomo (Santa Cruz de la Sierra, Bolivia; 7 de abril de 1920-Santa Cruz de la Sierra, Bolivia; 10 de noviembre de 1987) fue un poeta boliviano, escritor de "Detrás de la cortina Negra” y “El ruido del silencio”.

## Biografía
Hijo de Jaime Alvarado y de María Perdomo, familia que tenía una finca en Santa Cruz de la Sierra, Bolivia. En su niñez y juventud, su pasión era leer, lo cual dio paso a recorrer poemas y escritos de diversos escritores como poeta boliviano Ricardo Jaimes Freyre, Francisco Acuña de Figueroa y Aparicio de los Ríos. Egresado de la Universidad Autónoma Gabriel Rene Moreno, graduado de la facultad de Ciencias Sociales, comienza a elaborar sus obras poéticas. 
A la edad de veinte años escribe su primer poema “El color de la Verdad”. En 1950, escribe “El final” donde los versos logran identificarse directamente con su vida, narrando su vida como un poeta de pueblo.

## Muerte
En el 1987, muere en su ciudad natal,  con su última obra poética “La línea doblada”. Nunca fue reconocido por sus obras poéticas, aunque en el pueblo de Santa Cruz de la Sierra, Alvardo solía reunirse con sus hermanos a leer sus poemas y a narrar su vida en forma de aventura.

## Obra Poética
- El color de la verdad  (1940).
- Mi inspiración (1943).
- Detrás de la cortina negra (1946).
- El final (1950).
- La pared transparente (1956).
- El reflejo de una sombra (1957).
- Perlas ardientes (1965).
- El ruido del Silencio (1971).
- La línea doblada (1985).